# Janusz Wessel
Janusz Wessel herbu Rogala (zm. w 1669 roku) – wojewoda płocki w latach 1662–1669, cześnik koronny w latach 1658–1662, chorąży nadworny koronny w latach 1651–1653, dworzanin królewski, starosta ostrowski w latach 1646–1666, starosta różański w 1666 roku, starosta makowski w 1666 roku, starosta straszewski.
Poseł na sejm koronacyjny 1649 roku z ziemi zakroczymskiej. Poseł sejmiku zakroczymskiego na sejm 1649/1650 roku, poseł sejmiku różańskiego na sejm 1658 roku, sejm 1661 roku. Poseł na sejm nadzwyczajny 1652 roku, sejm 1653 roku, sejm 1659 roku.